# Morowo
Morowo (niem. Mohrow) – wieś sołecka w Polsce położona w województwie zachodniopomorskim, w powiecie kołobrzeskim, w gminie Siemyśl.
Według danych z 31 grudnia 2013 r. Morowo miało 99 mieszkańców.
Wieś położona jest przy drodze powiatowej Byszewo - Świecie Kołobrzeskie - Starnin. Leży ok. 20 km na południe od Kołobrzegu.
Morowo zostało założone w 1822 r. z inicjatywy rady miasta Kołobrzegu. W 1910 r. liczyło 173 mieszkańców, należało do okręgu (Amt) Drzonowo i parafii ewangelickiej w Niemierzu. Do 1945 r. w granicach Niemiec. Od 1945 r. wchodzi w skład Polski. W latach 1950 – 1998 miejscowość administracyjnie należała do województwa koszalińskiego.

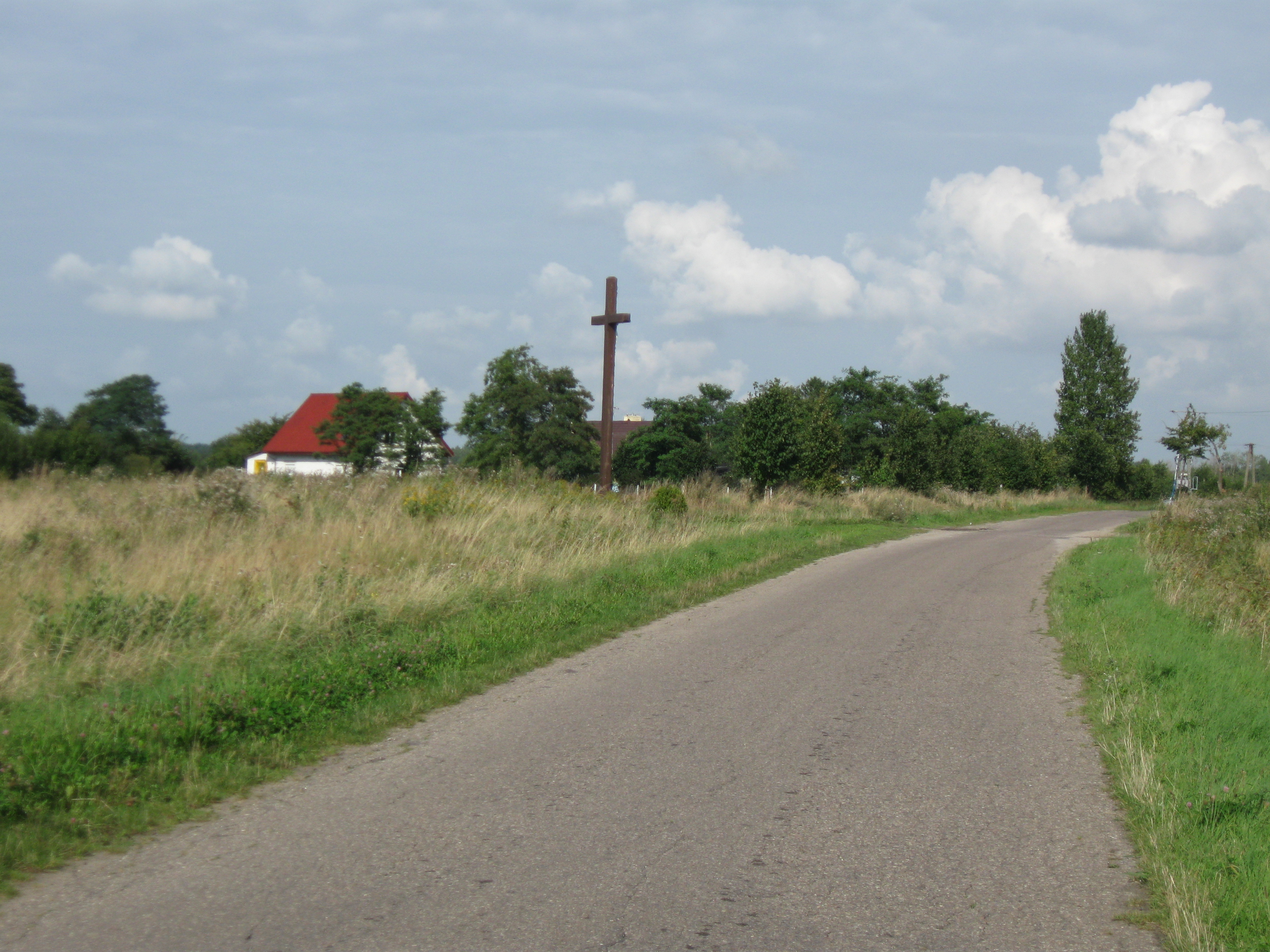
Widok Morowa od strony Świecia Kołobrzeskiego

We wsi znajduje się jeden przystanek autobusowy, z którego można dojechać do Kołobrzegu i Rymania.